# Joanis Lawrendis
Joanis Jeorjos Lawrendis (gr. Ιωάννης Γεώργιος Λαβρεντις) – grecki lekkoatleta, maratończyk. Uczestnik pierwszych nowożytnych igrzysk olimpijskich w 1896 roku.
Związany z miejscowością Amarusi (z tą samą, z której pochodził Spiridon Luis). Podczas igrzysk olimpijskich w Atenach w 1896 roku brał udział w biegu maratońskim, jednak nie ukończył go.
Lawrendis zwyciężył w rozegranym kilka dni przed igrzyskami biegu maratońskim. Uzyskał wtedy czas 3:11:27.